# Denzil Best
Denzil DaCosta Best (27. april 1917 i New York City – 24. maj 1965) var en amerikansk jazztrommeslager og komponist. 
Best var en inkarneret bebop trommeslager, og hørte til en af jazzen´s betydelige komponister. Han spillede med Ben Webster, George Shearing, Miles Davis, Lennie Tristano, Erroll Garner, Billie Holiday, Lee Konitz og ikke mindst Coleman Hawkins.
Best var exponenten for stilen Cool jazz. Han skrev mange af jazzen´s standardnumre såsom "Wee" , "Move" og "Dee Dee´s Dance".

## Eksterne links
- Denzil Best på drummerworld.com Arkiveret 28. august 2011 hos  Wayback Machine
- Denzil Best på allmusic.com